# OK Kaštel Lukšić
Odbojkaški klub "Kaštel Lukšić" (OK "Kaštel Lukšić"; OK KL; "Kaštel Lukšić") je ženski odbojkaški klub iz Kaštel Lukšića, Grad Kaštela, Splitsko-dalmatinska županija, Republika Hrvatska.  
 
U sezoni 2020./21. "Kaštel Lukšić" se natječe u "1. B HOL - skupina Jug, ligi trećeg stupnja odbojkaškog prvenstva Hrvatske za žene. 

## O klubu
OK "Kaštel Lukšić" je osnovan 2014. godine. Prvo je djelovao s mlađim igračicama, te je naknadno formirana seniorska ekipa. Od sezone 2019./20. igraju u 1. B HOL - Jug. 

## Uspjesi
2. HOL - Jug
- prvakinje: 2018./19.

3. HOL - Jug
- prvakinje: 2017./18.

## Pregled plasmana po sezonama
| sezona        | rang lige     | liga           | dio lige      | poz.          | klubova u ligi | ut            | pob           | por           | set+          | set-          | bod           | doigravanje   | napomene                          | izvori        |
| Kaštel Lukšić | Kaštel Lukšić | Kaštel Lukšić  | Kaštel Lukšić | Kaštel Lukšić | Kaštel Lukšić  | Kaštel Lukšić | Kaštel Lukšić | Kaštel Lukšić | Kaštel Lukšić | Kaštel Lukšić | Kaštel Lukšić | Kaštel Lukšić | Kaštel Lukšić                     | Kaštel Lukšić |
| ------------- | ------------- | -------------- | ------------- | ------------- | -------------- | ------------- | ------------- | ------------- | ------------- | ------------- | ------------- | ------------- | --------------------------------- | ------------- |
| 2018./19.     | IV.           | 2. HOL - Jug   |               | 1.            | 8              | 14            | 14            | 0             | 42            | 4             | 40            |               |                                   |               |
| 2019./20.     | III.          | 1. B HOL - Jug |               | 3.            | 11             | 16            | 12            | 4             | 40            | 23            | 35            |               | prekinuto radi pandemije COVID-19 |               |
| 2020./21.     | III.          | 1. B HOL - Jug |               |               | 12             |               |               |               |               |               |               |               |                                   |               |
|               |               |                |               |               |                |               |               |               |               |               |               |               |                                   |               |
|               |               |                |               |               |                |               |               |               |               |               |               |               |                                   |               |

## Vanjske poveznice
- natjecanja.hos-cvf.hr, OK KAŠTEL LUKŠIĆ
- ossdz.hr, OK KAŠTEL LUKŠIĆ
- sportilus.com, ODBOJKAŠKI KLUB KAŠTEL LUKŠIĆ